# Amurplattan

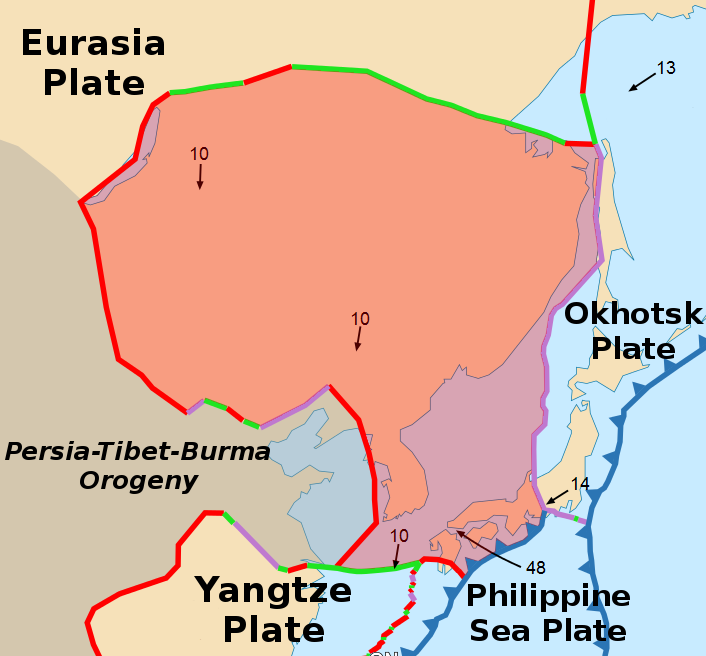
Amurplattan

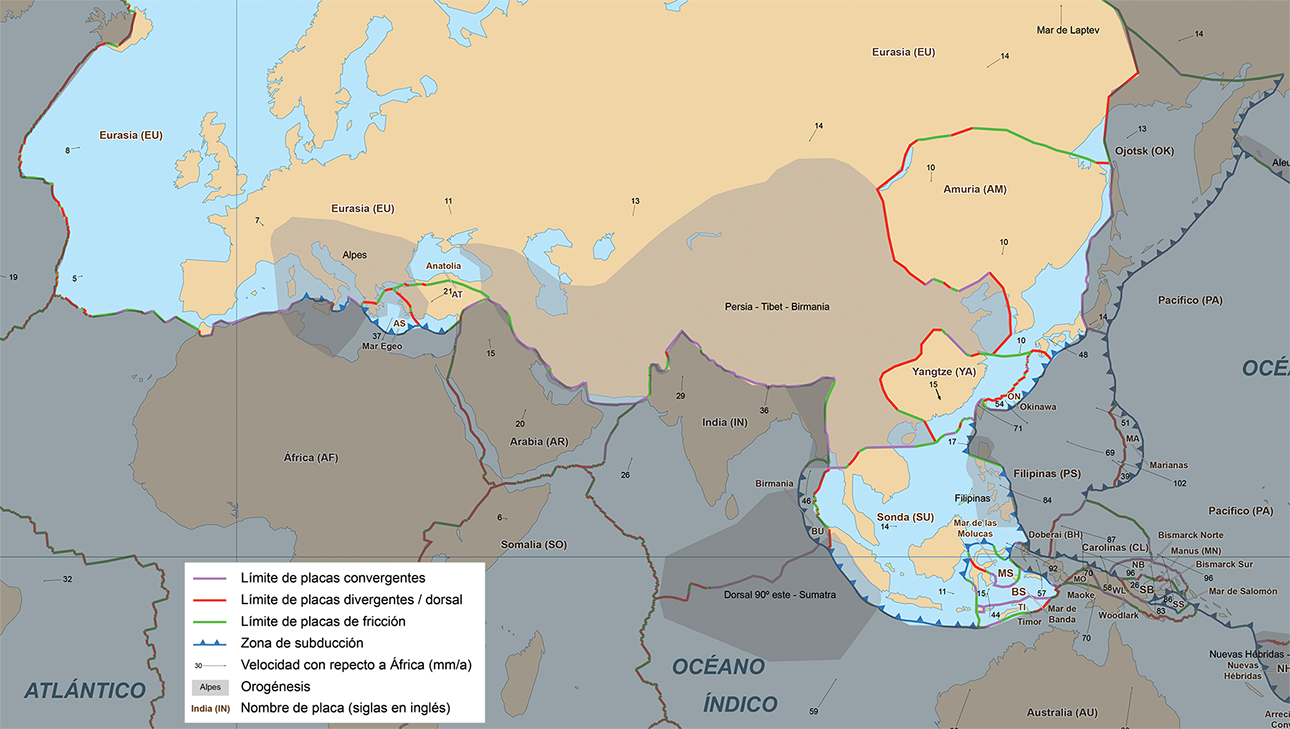
Eurasiska kontinentalplattan med Amurplattan i öster.

Amurplattan är en litosfärplatta i östra Asien omfattande Manchuriet, Koreahalvön, sydvästliga delen av Japan samt en del av Ryssland öster om Bajkalsjön. Den har fått sitt namn efter floden Amur.
Amurplattan har traditionellt betraktats som en del av den eurasiska kontinentalplattan, men det argumenteras också för att den har så stor egen rörelse att den bäst ses som en separat platta. Den rör sig 3-4 mm/år i sydöstlig riktning i förhållande till den eurasiska plattan, som omger den i norr, väst och sydväst.
I öster gränsar Amurplattan mot Ochotska plattan, vilken kan ses som en del av den nordamerikanska kontinentalplattan.
I sydost, just öster om Japan, finns en subduktionszon där den filippinska plattan skjuter in under Amurplattan. Det är en av de zoner som ligger bakom Japans många kraftiga jordbävningar.
I söder finns också en kort gräns mot den lilla Okinawaplattan.